# جونجي نيشيزاوا
جونجي نيشيزاوا (باليابانية: 西澤 淳二) (10 مايو 1974 في طوكيو في اليابان – )؛ هو لاعب كرة قدم ياباني سابق كان يلعب كمدافع.

## وصلات خارجية
- جونجي نيشيزاوا على موقع رابطة كرة القدم اليابانية للمحترفين (اليابانية)
- جونجي نيشيزاوا على موقع قاعدة بيانات كرة القدم.إي يو (الإنجليزية)
- جونجي نيشيزاوا على موقع Soccerway.com (الإنجليزية)
- جونجي نيشيزاوا على موقع عالم كرة القدم.نت (الإنجليزية)